# Хиндустани
Хиндуста́ни (हिन्दुस्तानी, ہندوستانی, [ɦɪ̃n̪d̪ʊsˈt̪aːni], букв. «индостанский», исторически также хиндави, урду и рекхта) — общее название группы идиомов, являющихся частью кластера западный хинди. Эти идиомы  являются лингва франка в северной Индии, на большей части Пакистана и в некоторых других странах. Хиндустани — индоарийский язык, основанный на делийском диалекте кхари-боли и впитавший персидскую, арабскую, санскритскую и тюркскую лексику. Является плюрицентрическим языком — индийский вариант носит название хинди, пакистанский — урду.
Хотя разговорные формы этих языков почти неотличимы друг от друга, и несмотря даже на то, что их официальные грамматические стандарты практически одинаковы, они всё же различаются по литературным приёмам, научному и техническому словарю: в урду сохраняется более сильное персидское, а в хинди — санскритское влияние. До раздела Индии термины «хиндустани», «урду» и «хинди» были синонимами. Термин хиндустани используется для обозначения лингва франка Индии и Пакистана, к примеру, языка болливудских фильмов, а также особенно далёких разновидностей хинди — фиджийского хиндустани и карибского хиндустани.
Хиндустани является вторым (по другим данным — третьим) языком в мире по количеству говорящих после китайского (и, возможно, английского).

## История
Ранние разновидности современного хиндустани появились из группы среднеиндийских языков апабхранша около VII—XIII веков. Амир Хосров, живший в XIII веке при Делийском султанате, создал несколько работ на диалекте этой группы, который называл «хиндави». На этом языке говорили суфии-миссионеры, перемещавшиеся по стране.
Делийский султанат был поглощён Империей Великих Моголов в 1526 году, и, хотя моголы были тимуридами тюрко-монгольского происхождения, они подверглись сильной персианизации, в результате чего после Бабура государственным языком страны стал фарси.
С началом распада и ослабления империи лингва франка для северноиндийской аристократии стал один из диалектов апабхранши кхари-боли, хотя фарси сохранил значительное влияние. Престижный делийский вариант кхари-боли назывался «хиндустани», «индостанский».
Через некоторое время престижным стал сильно персианизированный вариант кхари-боли, позднее известного под персидским названием «урду» (сокращение фразы زبان اردوئے معلى‎ (zabān-i urdū-yi muʿallā) ‘язык возвышенного города (Дели)’; первоначально она относилась к персидскому языку). Ещё более персианизированная разновидность кхари-боли получила название рекхта, «смешанная». С другой стороны, термины «рекхта» и «хиндави» использовались взаимозаменяемо.
Набирая популярность, хиндустани впитал множество персидских, арабских и тюркских слов, а могольские завоевания помогали ему распространяться. Следующие четыреста лет хиндустани, записывавшийся персидской письменностью, оставался лингва франка в Северной Индии, испытывая местное влияние. Он получил статус литературного языка вместе с персидским. Развитие хиндустани происходило, в основном, поэтами в крупных городах — Дели, Лакхнау, Лахоре и Агре.
В Южной Индии хиндустани принял особую форму под названием «дакхни», или «южный хиндустани», который обрёл статус литературного языка в конце XVII в. (известен поэзией Вали), но позже в литературном употреблении не закрепился.
При британцах язык назывался «хиндустани» (в частности, так его называл Джон Гилкрист). Джон Хёрст в своей книге 1891 года упоминает «хиндустани, или язык лагеря, или язык лагеря могольского войска в Дели», который считался диалектом хинди под персидским влиянием, считая его, однако, отдельным языком. На хиндустани говорили многие индуисты Северной Индии, за исключением сельского населения Бенгалии, а также все индийские мусульмане. Вместе с английским всё ещё записывавшийся персидским письмом хиндустани стал государственным языком, на нём говорило около ста миллионов человек.
С конца XVIII по конец XIX века, при колониальном правительствое, слова «хиндустани» и «урду» использовались взаимозаменяемо. Язык стал использоваться в правительстве, что повлияло на его принятие государственным в Индии и Пакистане. Слово «хиндустани» сменилось на «хинди» и «урду», а в последнее время этот термин обозначает язык болливудских фильмов, популярных в Индии и Пакистане, — его невозможно отнести к хинди или урду. Также под словом «хиндустани» иногда понимается язык урду, иногда — особый народно-разговорный стиль урду и хинди.
- Перевод Нового Завета на хиндустани, 1842 год
- Титульный лист
- Первая глава

## Литературные варианты
На основе хиндустани сложились четыре литературных языка, два из которых существуют поныне: хинди, урду, дакхни (буквально «южный», менее персизированный вариант урду, на котором говорят в районе Хайдерабада) и рекхта (сильно персизированный вариант урду, на котором говорили при дворе моголов и до сих пор сочиняют стихи).
Возникший в результате миграции индусов на Фиджи фиджийский хинди обычно рассматривается как отдельный язык и перешёл на латинский алфавит, однако всё ещё понятен носителям других вариантов хиндустани. Карибский вариант хиндустани, распространённый среди индийских мигрантов в Гайане и на Карибских островах, не имеет ни официального статуса, ни письменной нормы.

### Урду
Урду — государственный язык Пакистана и региональный язык Индии. Обладает официальным статусом в Андхра-Прадеше, Джамму и Кашмире, Бихаре, Уттар-Прадеше, Дели, Западной Бенгалии, где имеется значимое число мусульман.

### Хинди
Литературный хинди, государственный язык Индии, основан на делийском диалекте кхари-боли и отличается от урду прежде всего письмом — вместо персидского письма используется деванагари, а также меньшим количеством персидских заимствований. Литературе на хинди более пятисот лет, она включает прозу, поэзию, религиозные и философские тексты.
В само́й Индии термин «хиндустани» используется для обозначения классического музыкального стиля, а все диалекты, вне зависимости от персианизированности или санскритизированности называют «хинди».

### Базарный хиндустани
Слово «хиндустани» также может использоваться для обозначения разговорных вариантов языка, отсюда «базарный» язык улиц, в противовес стандартизованным литературным хинди, урду или санскриту.

## Официальный статус
Хинди, крупнейший стандартизированный регистр хиндустани, 343 статьёй конституции Индии определён государственным языком страны. Тем не менее, федеральные законы выпускают на английском языке, и высшие апелляционные суды работают только на нём. В девяти штатах и трёх территориях хинди является официальным языком. К примеру, в тамильском Тамилнаде хинди является предметом по выбору, и изучение его факультативно. Во многих штатах хинди является обязательным третьим языком после местного языка штата и английского.
Урду также является одним из официальных языков Индии, его изучают и преподают в университетах Лакхнау, Хайдарабада и Алигарха, причём лакхнауский вариант урду обладает большим престижем в среде говорящих на этом языке как стандарт «высокого урду» и показатель образованности человека. В Пакистане урду и английский являются государственными языками, несмотря на то, что английский — язык высших кругов, а панджаби — родной язык для бо́льшего числа людей.

## Вне Южной Азии
На хиндустани говорят в диаспорах переселенцев из Индии и Пакистана в Северной и Южной Америках, странах Карибского бассейна, Европе, Африке и Ближнем Востоке.
Хиндустани был языком администрации в Британской Бирме, и многие пожилые англо-индийцы и англо-бирманцы говорят на его разновидностях, несмотря на то, что с падением колониального правления у него нет государственного статуса.

### В качестве общего термина
Вне Индостана название «хиндустани» может означать любой индийский язык. Фиджийский хиндустани, к примеру, произошёл от диалекта авадхи и испытал сильное влияние бходжпури, хотя взаимопонятен с хинди.
Аналогично карибский хинди — это бходжпури, распространённый в Суринаме, Гайане, Тринидаде и Тобаго и Белизе.

## Фонетика

### Гласные
В хиндустани имеется симметричная система из десяти гласных. Гласные[ə], [ɪ], [ʊ] всегда краткие, а [aː, iː, uː, eː, oː, ɛː, ɔː] — напротив, долгие. Санскритские различия в долготе превратились в качественные: /ɪ ~ iː/ и /ʊ ~ uː/). Историческая оппозиция по долготе в гласных верхнего подъёма нейтрализовалась в конечной позиции, в частности, в заимствованиях из санскрита: śakti (शक्ति- شَکتی «энергия») и vastu (वस्तु — وَستُو «предмет») произносятся как /ʃəkt̪i/ и /ʋəst̪u/, а не как */ʃəkt̪ɪ/ и */ʋəst̪ʊ/.
Гласный, изображающийся как ऐ — اَے (ai) транскрибируют как [ɛː] или [æː]. К примеру, Охала считает, что это [ɛː], а Шапиро и Масика используют транскрипцию [æː]. Кроме того, в заимствованиях из английского языка встречается звук /æː/ (/bæːʈ/, бита), соответственно, ранее упомянутый звук может транскрибироваться как [ɛː] для различения с /æː/. Центральный гласный нижнего подъёма обычно описывается как [aː] или [ɑː].
Литературное произношение образованных носителей [ɛː, ɔː] у других часто реализуется как [əɪ]~[ɑɪ] и [əu]~[ɑu], соответственно, в восточноиндийских и западноиндийских диалектах. Кроме того, имеются дифтонги /əiː/ и /əuː/.
Кроме того, [ɛ] является аллофоном /ə/ (шва) в присутствии /h/, если /h/ окружён двумя шва: /kəh(ə)naː/ (कहना — کَہنا «сказать»), /h/ окружён шва, и оба звука превращаются в [ɛ], отсюда [kɛh(ɛ)naː]. Выпадение шва может дать произношение [kɛh.naː]. Продвинутая артикуляция также имеет место в словах, кончающихся на /h/, отсюда /kəh(ə)/ (कह — کَہ «скажи!») → [kɛh]. В словах, где /h/ соседствует с шва только с одной стороны, например, /kəhaːniː/ (कहानी — کَہانی «история») или /baːhər/ (बाहर — باہَر «снаружи»), продвижения не происходит.
В хиндустани имеются назализованные гласные, однако о природе назализации ведутся споры (к примеру, заимствованный из английского звук /æ/ не назализуется)). Согласно Масике:
1. *[ẽ] и *[õ] не назализуются, возможно, из-за вызываемого назализацией изменения качества гласного;
2. возможна фонемическая назализация всех гласных;
3. назализация всегда предсказуема и образует аллофоны;
4. назализованные долгие гласные (/ĩː ẽː ɛ̃ː ɑ̃ː ɔ̃ː õː ũː/) встречаются в конце слов и перед глухими взрывными согласными; краткие же назализованные гласные ([ɪ̃ ə̃ ʊ̃]) и назализованные долгие гласные, стоящие перед звонкими взрывными согласными, являются аллофонами.

### Согласные
В хиндустани 28 согласных звуков, унаследованных от индоарийских языков, два появившихся самостоятельно в особых медиальных положениях и семь заимствованных, их произношение зависит от социального статуса и культурного регистра (хинди или урду).
Большинство исконных согласных, кроме /bʱ, ɽ, ɽʱ, ɦ/, могут удваиваться, если не начинают и не заканчивают слова, перед ними обязательно должен стоять один из трёх гласных: /ə/, /ɪ/, /ʊ/). Все удвоенные согласные находятся в пределах одной морфемы, кроме [ʃː], который удваивается в нескольких санскритских заимствованиях между морфемами (/nɪʃ + ʃiːl/ → [nɪʃʃiːl] «бесстыдно»).
В языке различаются четыре фонации взрывных согласных:
1. глухая[англ.] — /p/;
2. звонкая— /b/;
3. придыхательная — /pʰ/;
4. звонкая придыхательная[англ.] — /bʱ/.

Последнюю фонацию иногда называют «звонкой придыхательной», хотя Шапиро утверждает, что эти виды фонации отличаются звонкостью и механизмами реализации. Придыхательная фонация сохранилась в индоарийских языках из общего с остальными индоевропейскими языками предка, но сохранилась только в них. Пять согласных хиндустани с придыхательной фонацией — /b̤/, /d̪̤̈/, /ɖ̈/, /dʒ̈/ и /ɡ̈/.
|               | Губно-губные | Губно-губные | Губно-зубные | Губно-зубные | Зубные/ Альвеолярные | Зубные/ Альвеолярные | Ретрофлексные | Ретрофлексные | Постальвеолярные/ Палатальные | Постальвеолярные/ Палатальные | Задненёбные | Задненёбные | Увулярные | Увулярные | Глоттальные | Глоттальные |
| Носовые       | m            | m            |              |              | n                    | n                    | (ɳ)1          | (ɳ)1          |                               |                               |             |             |           |           |             |             |
| Взрывные      | p pʰ         | b bʱ         |              |              | t̪ t̪ʰ                 | d̪ d̪ʱ                 | ʈ ʈʰ          | ɖ ɖʱ          |                               |                               | k kʰ        | ɡ ɡʱ        | (q)1      |           |             |             |
| Аффрикаты     |              |              |              |              |                      |                      |               |               | tʃ tʃʰ                        | dʒ dʒʱ                        |             |             |           |           |             |             |
| Фрикативы     |              |              | f            |              | s                    | z                    |               |               | ʃ                             |                               | (x)1        | (ɣ)1        |           |           |             | ɦ           |
| Одноударные   |              |              |              |              | ɾ                    | ɾ                    | (ɽ)1 (ɽʱ)1    | (ɽ)1 (ɽʱ)1    |                               |                               |             |             |           |           |             |             |
| Аппроксиманты |              |              | ʋ            | ʋ            | l                    | l                    |               |               | j                             | j                             |             |             |           |           |             |             |

Примечания
1. Редкие и граничные согласные указаны в скобках.

Взрывные согласные в конечной позиции не реализуются; /ʋ/ свободно переходит в [v] или [w]; /ɾ/ иногда реализуется как трель [r] (обычно в начале слова или конце слога), а удвоенный /ɾː/ всегда реализуется как трель — [zəɾaː] (ज़रा — ذرا «маленький») в противовес [zəraː] (ज़र्रा — ذرّہ «частица»), этот процесс происходит в заимствованиях из арабского и персидского языков. Палатальный и заднеязычный носовые согласные [ɲ, ŋ] встречаются только на стыке согласных, когда после них стоит гоморганный взрывной согласный, аллофон назализированного гласного, за которым следует взрывной согласный, а также в санскритизмах. Имеются приглушённые сонорные звуки [lʱ, ɾʱ, mʱ, nʱ], которые считаются стечениями с /ɦ/.
Мягкие аффрикаты и фрикативы разнве лингвисты классифицируют то как палатальные, то как постальвеолярные, то как палато-альвеолярные, в результате чего звук, обозначаемый буквой श может быть протранскрибирован как [ʃ] или [ɕ], в च — как [tʃ], [cɕ], [tɕ] или даже [c]. В данной статье они транскрибируются как [ʃ] и [tʃ]. Фрикатив /h/ в хиндустани обычно звонкий ([ɦ]), особенно в окружении гласных, однако, в отличие от санскрита, в нём нет фонематического различения этих звуков.
В хиндустани имеется фонематическая разница между зубными и ретрофлексными взрывными согласными. Зубные взрывные согласные в хиндустани являются чистыми, и кончик языка должен касаться передних зубов, без побочной артикуляции (как у английских /t/ или /d/). Ретрофлексные согласные являются на самом деле апико-постальвеолярными (или апико-препалатальными), а слова типа /ʈuːʈaː/ (टूटा — ٹُوٹا «сломанный») произносятся с альвеолярными взрывными согласными.
В некоторых индоарийских языках /ɖ, ɖʱ/ и одноударные согласные [ɽ, ɽʱ] являются аллофонами, первый набор произносят в начальной, удвоенной и постназальной позициях, а второй — между гласными и в конце. Тем не менее, в хинди они не являются аллофонами и встречаются в одинаковых позициях (ср. nīṛaj и niḍar). Данное отличие также, по-видимому, характерно для большинства диалектов раджастани, хараянви, браджа, бундели, панджаби, синдхи, догри и кашмири.

#### Аллофония [v] и [w] в хиндустани
Звуки [v] и [w] в хиндустани являются аллофонами /ʋ/ («व» или «و»), особенно в арабских и персидских заимствованиях. Они находятся в положении дополнительного распределения, то есть произносятся по-разному в разном контексте. Носители хинди произносят «व» как [v] в слове «врат» ('व्रत', 'ورت' «клятва») и [w] в «паква: н» ('पकवान', 'پکوان' «блюдо для пищи»).
Неверное произношение аллофонов может вызывать проблемы: к примеру, если носитель языка, где [v] и [w] являются разными фонемами, произнесёт «व» или «و» в слове «व्रत»/«ورت» как [w], то есть [wɾət̪] вместо [vɾət̪], то возможно недопонимание: [wɾət̪] можно принять за [ˈɔːɾət̪], что означает «женщина». Носители хиндустани переносят аллофонию на английский язык, произнося слово war /wɔːɹ/ как [vɔːɹ], и advance /ədˈvɑːns/ как [ədˈwɑːns], что может вызывать недопонимание.
В некоторых ситуациях аллофония некондициональна, а говорящий может выбирать в промежутке [v]~[w] в соответствии со своими привычками. Примером является слово अद्वैत ادویت, которое может одинаково верно произноситься как [əd̪ˈwɛːt̪] и как [əd̪ˈvɛːt̪].

#### Заимствование
Из санскритских заимствований /ɳ/ попал в литературный хинди, хотя в повседневной речи он обычно превращается в /n/. В начале слов /ɳ/ не встречается, а назализованный одноударный [ɽ̃] часто бывает его аллофоном.
Из персидских слов в хиндустани попали звуки /f, z, q, x, ɣ/. Они считаются характерными для урду, хотя их можно записать деванагари и они официально существуют в хинди. Звуки /f, z/ также встречаются в английских заимствованиях и считаются прочно закрепившимся в хинди. Звук /f/, по-видимому, постепенно замещает /pʰ/ даже в исконной лексике.
Остальные заимствованные из персидского звуки, /q, x, ɣ/, считаются характерными для урду, хотя некоторые носители хинди вводят их в свой фонетический инвентарь как /k, kʰ, ɡ/. Фрикатив /ʃ/ встречается в заимствованиях из английского, персидского, санскрита, из-за чего также закрепился в хиндустани. Неразличение /f, z, ʃ/ носителями хинди (некоторые жители сельских районов путают их с /pʰ, dʒ, s/) считается нестандартным, однако знающие санскрит носители могут гиперкорректно произносить их как /ɳ/ и [ʂ]. У носителей урду, напротив, произношение /f, z, ʃ/ не зависит от образования и социального класса.
Хотя в языках-источниках большинства заимствований — английском, санскрите, арабском — множество стечений согласных, при ассимиляции они подвергаются редуцированию и эпентезе. Шмидт указывает на наличие санскритских начальных кластеров /kɾ, kʃ, st̪, sʋ, ʃɾ, sn, nj/, конечных /t̪ʋ, ʃʋ, nj, lj, ɾʋ, dʒj, ɾj/, персо-арабо-урдуских конечных кластеров /ft̪, ɾf, mt̪, mɾ, ms, kl, t̪l, bl, sl, t̪m, lm, ɦm, ɦɾ/.

### Супрасегментальные особенности
В хиндустани имеется силовое ударение, но его роль не столь выражена, как в русском языке. Для определения ударения следует знать вес слога:
- лёгким называется слог из одной моры, кончающийся на краткий гласный /ə, ɪ, ʊ/;
- тяжёлым называется слог из двух мор, кончающийся на долгий гласный /aː, iː, uː, eː, ɛː, oː, ɔː/ или на краткий гласный и согласный;
- особо тяжёлым называется слог из трёх мор, кончающийся на долгий гласный и согласный, или же на краткий гласный и два согласных.

Ударение падает на последний самый тяжёлый слог слова; при расчёте не учитывается последняя мора слова:

| kaː.ˈriː.ɡə.ri(ː) ˈtʃəp.kə.lɪ(ʃ) ˈʃoːx.dʒə.baː.ni(ː) ˈreːz.ɡaː.ri(ː) sə.ˈmɪ.t(ɪ) ˈqɪs.mə(t) | ˈbaː.ɦə(r) roː.ˈzaː.na(ː) rʊ.ˈkaː.ja(ː) ˈroːz.ɡaː(r) aːs.ˈmaːn.dʒaː(h) ~ ˈaːs.mãː.dʒaː(h) kɪ.ˈdʱə(r) | rʊ.pɪ.ˈa(ː) dʒə.ˈnaː(b) əs.ˈbaː(b) mʊ.səl.ˈmaː(n) ɪɴ.qɪ.ˈlaː(b) pər.ʋər.dɪ.ˈɡaː(r) |

Знаменательные слова обычно начинаются с низкой интонации, которая потом повышается. Шва (/ə/) имеет сильную тенденцию к исчезновению в безударных слогах.

## Грамматика
Различия между урду и хинди есть не только на лексическом уровне. Несмотря на большое сходство грамматических систем урду и хинди, существует ряд различий и на этом языковом уровне.

### Морфология

#### Существительные
В хиндустани два грамматических рода, два числа и три падежа: прямой, косвенный и звательный. Существительные имеют два склонения, разница между которыми заключается в наличии и отсутствии суффиксов в прямом падеже единственного числа. Другое название склонений — «немаркированные» и «маркированные» существительные.
Приведённая ниже таблица содержит парадигмы склонения. Дефис в существительных I склонения указывает на изменения суффикса, а плюс в словах II склонения означает его добавление.
|        |           | Ед. ч.       | Ед. ч.       | Мн. ч.     | Мн. ч. | Мн. ч. |
| Прямой | Косвенный | Прямой       | Косвенный    | Звательный |        |        |
| ------ | --------- | ------------ | ------------ | ---------- | ------ | ------ |
| М. р.  | I         | -ā           | -e           | -e         | -õ     | -o     |
| М. р.  | II        |              |              |            | +õ     | +o     |
| Ж. р.  | I         | -ī, -i, -iyā | -ī, -i, -iyā | -iyā̃       | -iyõ   | -iyo   |
| Ж. р.  | II        |              |              | +ẽ         | +õ     | +o     |

Следующая таблица содержит примеры словоизменения для слов laṛkā «мальчик», kuā̃ «колодец», seb «яблоко», vālid «отец», chāqū «перочинный нож», ādmī «мужчина», mitra «друг», laṛkī «девочка», ciṛiyā «вьюрок», kitāb «книга», aurat «женщина».
| \| \| \| Ед. ч. \| Ед. ч. \| Мн. ч. \| Мн. ч. \| Мн. ч. \| \| Прямой \| Косвенный \| Прямой \| Косвенный \| Звательный \| \| \| \| ------ \| --------- \| ---------------------- \| ---------------------- \| ---------------------- \| --------------------------- \| ------------ \| \| М. р. \| I \| laṛkā kuā̃ 1 \| laṛke 2 kuẽ \| laṛke 2 kuẽ \| laṛkõ kuõ \| laṛko \| \| М. р. \| II \| seb vālid 3 chāqū ādmī \| seb vālid 3 chāqū ādmī \| seb vālid 3 chāqū ādmī \| sebõ vālidõ cākuõ 4 ādmiyõ4 \| pitāo ādmiyo \| \| Ж. р. \| I \| laṛkī ciṛiyā \| laṛkī ciṛiyā \| laṛkiyā̃ ciṛiyā̃ \| laṛkiyõ ciṛiyõ \| laṛkiyo \| \| Ж. р. \| II \| kitāb aurat \| kitāb aurat \| kitābẽ bhāṣāẽ aurtẽ \| kitābõ bhāṣāõ aurtõ \| aurto \| | - ↑ Также в форме единственного числа звательного падежа. - ↑ Небольшое количество согласных I склонения мужского рода имеют назализованные суффиксы. - ↑ Некоторые существительные мужского рода, кончающиеся на ā, не изменяются во множественном числе и по факту принадлежат II склонению: vālid «отец», cācā «дядя», rājā «король». - ↑ Существительные II склонения, кончающиеся на ū и ī обычно сокращают долгий гласный в форме множественного числа звательного и косвенного падежей, причём в случае звательного после них вставляется полугласный y. - В урду многие арабизмы сохраняют арабские окончания во множественном числе. - Многие санскритизмы женского рода кончаются на ā. - Персо-арабские заимстсования, кончающиеся на немой h, становятся существительными I склонения мужского рода: bacca(h) (урду) → baccā (хинди). - В некоторых персо-арабских словах сохраняются маркеры двойственного и множественного чисел: vālid «отец» → vālidain «родители». |                        |                        |                        |                             |              |
| | | Ед. ч.                 | Ед. ч.                 | Мн. ч.                 | Мн. ч.                      | Мн. ч.       |
| Прямой | Косвенный | Прямой                 | Косвенный              | Звательный             |                             |              |
| М. р. | I | laṛkā kuā̃ 1            | laṛke 2 kuẽ            | laṛke 2 kuẽ            | laṛkõ kuõ                   | laṛko        |
| М. р. | II | seb vālid 3 chāqū ādmī | seb vālid 3 chāqū ādmī | seb vālid 3 chāqū ādmī | sebõ vālidõ cākuõ 4 ādmiyõ4 | pitāo ādmiyo |
| Ж. р. | I | laṛkī ciṛiyā           | laṛkī ciṛiyā           | laṛkiyā̃ ciṛiyā̃         | laṛkiyõ ciṛiyõ              | laṛkiyo      |
| Ж. р. | II | kitāb aurat            | kitāb aurat            | kitābẽ bhāṣāẽ aurtẽ    | kitābõ bhāṣāõ aurtõ         | aurto        |

#### Прилагательные
Прилагательные делятся на склоняемые и несклоняемые. Первые получают суффиксы рода, числа и падежа существительных, к которым относятся:
|              |       | Прямой падеж, ед. ч. | Остальные |
| ------------ | ----- | -------------------- | --------- |
| Склоняемые   | М. р. | -ā                   | -e        |
| Склоняемые   | Ж. р. | -ī                   | -ī        |
| Несклоняемые |       |                      |           |

Несклоняемые прилагательные не изменяются, они могут оканчиваться как на согласные, так и на гласные. У некоторых склоняемых прилагательных все суффиксы назализуются Единственное число мужского рода прямого падежа является словарной формой.
- Склоняемые прилагательные: baṛā «большой», choṭā «маленький», moṭā «толстый», acchā «хороший», burā «плохой», kālā «чёрный», ṭhaṇḍā «холодный».
- Несклоняемые прилагательные: xarāb «плохой», sāf «чистый», bhārī «тяжёлый», murdā «мёртвый», sundar «красивый», pāgal «сумасшедший», lāl «красный».

|        |           | Ед. ч.                                            | Ед. ч.                                            | Мн. ч.                                            | Мн. ч.                                                 | Мн. ч.                            |
| Прямой | Косвенный | Прямой                                            | Косвенный                                         | Звательный                                        |                                                        |                                   |
| ------ | --------- | ------------------------------------------------- | ------------------------------------------------- | ------------------------------------------------- | ------------------------------------------------------ | --------------------------------- |
| М      | I         | baṛā laṛkā baṛā kuā̃                               | baṛe laṛke baṛe kuẽ                               | baṛe laṛke baṛe kuẽ                               | baṛe laṛkõ baṛe kuõ                                    | baṛe laṛko                        |
| М      | II        | baṛā seb baṛā pitā baṛā cākū baṛā ādmī baṛā mitra | baṛe seb baṛe pitā baṛe cākū baṛe ādmī baṛe mitra | baṛe seb baṛe pitā baṛe cākū baṛe ādmī baṛe mitra | baṛe sebõ baṛe pitāõ baṛe cākuõ baṛe ādmiyõ baṛe mitrõ | baṛe pitāo baṛe ādmiyo baṛe mitro |
| Ж      | I         | baṛī laṛkī baṛī śakti baṛī ciṛiyā                 | baṛī laṛkī baṛī śakti baṛī ciṛiyā                 | baṛī laṛkiyā̃ baṛī śaktiyā̃ baṛī ciṛiyā̃             | baṛī laṛkiyõ baṛī śaktiyõ baṛī ciṛiyõ                  | baṛī laṛkiyo                      |
| Ж      | II        | baṛī kitāb baṛī bhāṣā baṛī aurat                  | baṛī kitāb baṛī bhāṣā baṛī aurat                  | baṛī kitābẽ baṛī bhāṣāẽ baṛī aurtẽ                | baṛī kitābõ baṛī bhāṣāõ baṛī aurtõ                     | baṛī aurto                        |

|        |           | Ед. ч.                                                 | Ед. ч.                                                 | Мн. ч.                                                 | Мн. ч.                                                      | Мн. ч.                               |
| Прямой | Косвенный | Прямой                                                 | Косвенный                                              | Звательный                                             |                                                             |                                      |
| ------ | --------- | ------------------------------------------------------ | ------------------------------------------------------ | ------------------------------------------------------ | ----------------------------------------------------------- | ------------------------------------ |
| М      | I         | xarāb laṛkā xarāb kuā̃                                  | xarāb laṛke xarāb kuẽ                                  | xarāb laṛke xarāb kuẽ                                  | xarāb laṛkõ xarāb kuõ                                       | xarāb laṛko                          |
| М      | II        | xarāb seb xarāb pitā xarāb cākū xarāb ādmī xarāb mitra | xarāb seb xarāb pitā xarāb cākū xarāb ādmī xarāb mitra | xarāb seb xarāb pitā xarāb cākū xarāb ādmī xarāb mitra | xarāb sebõ xarāb pitāõ xarāb cākuõ xarāb ādmiyõ xarāb mitrõ | xarāb pitāo xarāb ādmiyo xarāb mitro |
| Ж      | I         | xarāb laṛkī xarāb śakti xarāb ciṛiyā                   | xarāb laṛkī xarāb śakti xarāb ciṛiyā                   | xarāb laṛkiyā̃ xarāb śaktiyā̃ xarāb ciṛiyā̃               | xarāb laṛkiyõ xarāb śaktiyõ xarāb ciṛiyõ                    | xarāb laṛkiyo                        |
| Ж      | II        | xarāb kitāb xarāb bhāṣā xarāb aurat                    | xarāb kitāb xarāb bhāṣā xarāb aurat                    | xarāb kitābẽ xarāb bhāṣāẽ xarāb aurtẽ                  | xarāb kitābõ xarāb bhāṣāõ xarāb aurtõ                       | xarāb aurto                          |

Все прилагательные могут использоваться атрибутивно, предикативно или субстантивно. При субстантивном использовании они склоняются как существительные.
Суффикс sā (~ se ~ sī) при добавлении к прилагательному ослабляет или изменяет его значение: nīlā «синий» → nīlā-sā «синеватый».

##### Сравнительная и превосходная степень сравнения
Сравнение выражается добавлением послелогов se (чем); aur, zyādā (более) и kam (менее). Слово «более» может опускаться.
| Хиндустани                   | Буквально                      | Перевод                        |
| ---------------------------- | ------------------------------ | ------------------------------ |
| Gītā Gautam se lambī hai     | Гита высокая, чем Гаутам       | Гита выше Гаутама              |
| Gītā Gautam se aur lambī hai | Гита более высокая, чем Гаутам | Гита выше Гаутама              |
| Gītā Gautam se kam lambī hai | Гита менее высокая, чем Гаутам | Гита менее высокая, чем Гаутам |

Объект сравнения может отсутствовать:
| Хиндустани            | Буквально             | Перевод         |
| --------------------- | --------------------- | --------------- |
| zyādā baṛā chokrā     | Более большой мальчик | Больший мальчик |
| chokrā zyādā baṛā hai | Мальчик более большой | Мальчик больше  |

Превосходная степень образуется сравнением со словом «всё», «все» (sab).
| Хиндустани          | Буквально                | Перевод                |
| ------------------- | ------------------------ | ---------------------- |
| sabse sāf kamrā     | Чистая, чем все, комната | Самая чистая комната   |
| kamrā sabse sāf hai | Комната чистая, чем все  | Комната — самая чистая |

В хинди и урду для сравнения используются суффиксы, произведённые от санскритских и персидских, соответственно:
|               | Санскрит | Персидский |
| ------------- | -------- | ---------- |
| Сравнительный | -tar     | -tar       |
| Превосходный  | -tam     | -tarīn     |

#### Числительные
Как и во многих других индоарийских языках, в хиндустани используется десятичная позиционная система счисления, однако из-за стяжений числительные от 1 до 99 нужно запоминать отдельно.
|       | 0      | 1        | 2        | 3         | 4         | 5         | 6         | 7         | 8         | 9        |
| ----- | ------ | -------- | -------- | --------- | --------- | --------- | --------- | --------- | --------- | -------- |
| 0-9   | śūnya  | ek       | do       | tīn       | cār       | pāñc      | chah      | sāt       | āṭh       | nau      |
| 10-19 | das    | gyārah   | bārah    | terah     | caudah    | pandrah   | solah     | satrah    | aṭhārah   | unnīs    |
| 20-29 | bīs    | ikkīs    | bāīs     | teīs      | caubīs    | paccīs    | chabbīs   | sattāīs   | aṭṭāīs    | untīs    |
| 30-39 | tīs    | ikattīs  | battīs   | taiṁtīs   | cauṁtīs   | paiṁtīs   | chattīs   | saiṁtīs   | aṛtīs     | untālīs  |
| 40-49 | cālīs  | iktālīs  | bayālīs  | taiṁtālīs | cavālīs   | paiṁtālīs | chiyālīs  | saiṁtālīs | aṛtālīs   | uncās    |
| 50-59 | pacās  | ikyāvan  | bāvan    | tirpan    | cauvan    | pacpan    | chappan   | sattāvan  | aṭṭhāvan  | unsaṭh   |
| 60-69 | sāṭh   | iksaṭh   | bāsaṭh   | tirsaṭh   | cauṁsaṭh  | paiṁsaṭh  | chiyāsaṭh | sarsaṭh   | aṛsaṭh    | unhattar |
| 70-79 | sattar | ikhattar | bahattar | tihattar  | cauhattar | pachattar | chihattar | sathattar | aṭhhattar | unyāsī   |
| 80-89 | assī   | ikyāsī   | bayāsī   | tirāsī    | caurāsī   | pacāsī    | chiyāsī   | sattāsi   | aṭṭhāsī   | navāsī   |
| 90-99 | nave   | ikyānve  | bānve    | tirānve   | caurānve  | pacānve   | chiyānve  | sattānve  | aṭṭhānve  | ninyānve |

Начиная от ста система становится более регулярной:
- 100 sau;
- 1000 hazār;
- 100 000 lākh;
- 10 000 000 kroṛ;
- 1 000 000 000 arab;
- 100 000 000 000 kharab;
- 10 000 000 000 000 nīl;
- 1 000 000 000 000 000 padma.

### Послелоги
К упомянутой падежной системе добавляются послелоги, обслуживающие агглютинативную систему склонения. При их использовании существительное или глагол должны принять косвенный падеж (кроме того, он используется в наречной форме)), а также определяют локус грамматической функции. Основных послелогов семь:
- kā — маркер родительного падежа; склоняются по образцу прилагательных: X kā/ke/kī Y = «X-ово Y», причём kā/ke/kī согласуется с Y[61];
- ko — маркирует косвенное дополнение (поэтому имеет название «послелог дательного падежа») или, в случае определённости[англ.], прямого дополнения[65];
- ne — маркер эргативного падежа, присоединяется к дополнениям переходных глаголов совершенного вида;
- se — маркер аблатива, обладает широким спектром применимости:
  - «от»: dillī se «из Дели»,
  - «из, от»: IAST: tumse ḍarnā «страх тебя»,
  - «со времени»: itvār se «с воскресенья»,
  - «с, посредством»: творительного падежа,
  - наречный маркер (хороший → хорошо),
  - «чем»: сравнение,
  - небольшое число глаголов для маркирования пациенса используют эту частицу вместо ko,
- mẽ — «в»,
- par — «на»,
- tak — «до».

Кроме того, существует значительное количество сложных послелогов, составленных из послелога kā в форме косвенного падежа (ke, kī) и наречия: kī taraf «к, в сторону», ke andar «внутри», ke āge «перед», ke ūpar «наверху», ke nīche «под», ke pīche «за», ke bād «после», ke bāre mẽ «о», ke bāhar «вне», ke liye «для», ke sāmne «наоборот»…

### Местоимения

#### Личные
В хиндустани имеются личные местоимения для первого и второго лица, а для третьего пользуются указательными местоимениями, делящимися на местоимения ближнего спектра и дальнего. Местоимения имеют прямой, косвенный и дательный падеж, причём последний часто называют стяжением, так как он представляет собой стяжение окончания косвенного падежа и послелога дательного падежа. Местоимения не различаются по роду.
Также имеются формы родительного падежа для местоимений первого и второго лица: merā, hamārā, terā, tumhārā, в отличие от обычной OBL. + kā; также имеется особая форма для эргативного падежа: вместо *mujh ne и *tujh ne — mai ne и tū ne.
Три местоимения второго лица «ты/вы» tū, tum, āp составляют трёхуровневую шкалу вежливости, от дружеской до официальной. Интимные обращения имеют единственное число (ты пошёл), а вежливые и официальные — множественное (вы пошли). В третьем лице, однако, множественное число используется только с самым официальным уровнем вежливости. Примеры см. в таблице.
|                   | Личные   | Личные   | Личные   | Личные     | Личные   | Указательные      | Указательные | Указательные      | Указательные | Относительные | Относительные | Вопросительные | Вопросительные |
| 1-е лицо          | 1-е лицо | 2-е лицо | 2-е лицо | 2-е лицо   | 3-е лицо | 3-е лицо          | 3-е лицо     | 3-е лицо          |              | Относительные | Относительные | Вопросительные | Вопросительные |
| Ед. ч.            | Мн. ч.   | Sg.      | Мн. ч.   | Мн. ч.     | Ближние  | Ближние           | Дальние      | Дальние           |              | Относительные | Относительные | Вопросительные | Вопросительные |
| Ед. ч.            | Мн. ч.   | интимное | вежливое | формальное | ед. ч.   | мн. ч. формальное | ед. ч.       | мн. ч. формальное | ед. ч.       | мн. ч.        | ед. ч.        | мн. ч.         |                |
| ----------------- | -------- | -------- | -------- | ---------- | -------- | ----------------- | ------------ | ----------------- | ------------ | ------------- | ------------- | -------------- | -------------- |
| Прямойпадеж       | mãĩ      | ham      | tū       | tum        | āp       | ye                | ye           | vo                | vo           | jo            | jo            | kaun, kyā      | kaun, kyā      |
| Косвенный падеж   | mujh     | ham      | tujh     | tum        | āp       | is                | in           | us                | un           | jis           | jin           | kis            | kin            |
| Дательный падеж   | mujhe    | hamẽ     | tujhe    | tumhẽ      | āpko     | ise               | inhẽ         | use               | unhẽ         | jise          | jinhẽ         | kise           | kinhẽ          |
| Родительный падеж | merā     | hamārā   | terā     | tumhārā    | āpkā     | iskā              | inkā         | uskā              | unkā         | jiskā         | jinkā         | kiskā          | kinkā          |
| Эргативный падеж  | mãĩne    | hamne    | tūne     | tumne      | āpne     | isne              | inhõne       | usne              | unhõne       | jisne         | jinhõne       | kisne          | kinhõne        |

- Послелоги являются связанными морфемами[англ.] после местоимений в хинди, а в урду — отдельными словами[49].
- Формы третьего лица прямого падежа в хинди и урду имеют небольшие отличия: yah «этот» / ye «эти» / vah «тот» / ve «те» (литературный хинди) и ye «этот/эти» / vo «тот/те» (разговорный хинди и урду).
- Упомянутый выше послелог дательного падежа маркирует прямое дополнение, если является определённым. Обозначающие людей слова (или их местоимения) почти всегда имеют дательный падеж или послелог[69].
- Некоторые носители предпочитают слово множественного числа ham слову mãĩ. Это не имеет отношения к Pluralis majestatis, а также довольно распространено[70].
- Слова koī и kuch являются неопределёнными местоимениями или квантификаторами. Слово koī используется для замены одушевлённых существительных, а kuch — для неодушевлённых[71]. Так как koī используется с исчисляемыми существительными и в единственном числе, а kuch — с неисчисляемыми и во множественном, koī в косвенном падеже принимает форму kisī. Слово kaī «несколько» является частичным эквивалентом слова koī[72], а kuch также может служить наречием со значением «скорее». Если koī стоит перед числительным, то оно получает значение «около» и не изменяется до kisī[73].
- apnā — возвратное местоимение (~свой)[74]. Использование возвратных и невозвратных местоимений вместе позволяет выделить: «свой собственный» (merā apnā)[75]. Слова xud, āp, svayam означают «я сам», «ты лично» для других лиц[76].

#### Производные
|            | Вопросительные | Относительные | Указательные | Указательные |
| Ближние    | Вопросительные | Относительные | Удалённые    |              |
| ---------- | -------------- | ------------- | ------------ | ------------ |
| Время      | kab            | jab           | ab           | tab          |
| Место      | kahā̃           | jahā̃          | yahā̃         | vahā̃         |
| Место      | kidhar         | jidhar        | idhar        | udhar        |
| Число      | kitnā          | jitnā         | itnā         | utnā         |
| Количество | kaisā          | jaisā         | aisā         | vaisā        |
| Степень    | kaise          | jaise         | aise         | vaise        |

### Наречия
В хиндустани довольно мало наречий, не являющихся производными, обычно они создаются следующим образом:
- постановкой существительного или прилагательного в косвенный падеж: nīcā «низкий» → nīce «вниз», sīdhā «прямой» → sīdhe «прямо», dhīrā «медленный» → dhīre «медленно», sawerā «утро» → sawere «утром», ye taraf «это направление» → is taraf «в этом направлении», kalkattā «Калькутта» → kalkatte «в Калькутту»;
- подставлением послелога к существительному: se «посредством»: zor «сила» → zor se «силой», dhyān «внимание» → dhyān se «внимательно»;
- добавлением к прилагательному фраз, означающих «способ»: acchā «хороший» → acchī tarah se «хорошо» («хорошим способом»), xās «особый» → xās taur par «особенно» («особым способом»);
- постановкой глагола в соединительную форму: hãs «смех» → hãs kar «смеясь», meherbānī kar «делать добро» → meherbānī kar ke «до́бро»[78];
- с помощью суффиксов из санскрита или персидского и арабского: санскрит sambhava «возможный» + IAST: -taḥ → IAST: sambhavataḥ «возможно»; арабский ittifāq «шанс» + -an → ittifāqan «случайно»[64].

## Синтаксис
Основной порядок слов в хиндустани — SOV, ветвление ярко не выражено, встречается как правое, так и левое. Порядок конституентов в предложении нестрогий, от номинативного положения слов часто встречаются отклонения.
1. Косвенное дополнение предшествует прямому;
2. прилагательное-определение предшествует определяемому существительному;
3. наречия предшествуют прилагательным, к которым относятся;
4. отрицательные (nahī̃, na, mat) и вопросительные маркеры предшествуют глаголу, если имеются оба, то впереди помещают вопросительный;
5. Слово kyā («что?») в общих вопросах[англ.] находится в начале придаточного предложения.

### Посессив
Обладание выражается с помощью глаголов со значением «иметь», как и во многих других языках, в частности, генитивом kā (в соответствующей форме) или послелогом ke pās и глаголом honā. Объекты, которые могут быть в собственности, делятся на две группы: первая охватывает людей (например, членов семьи), а также части тела; вторая — большинство неодушевлённых предметов, абстракций, а также некоторое количество людей (слуги).
- Для указания посессива слов из первой категории после субъекта ставится kā, а затем объект. С личными местоимениями при этом обязательно употребление посессивного местоимения в соответствующей форме. Пример: Merī mātā he («У меня есть мать»), Shiv kī tīn ā̃khẽ hain («У Шивы три глаза»).
- Для указания посессива слов из второй категории используется сложный послелог ke pās: Mohan ke pās ek bukkarī he («У Мохана есть одна коза»).

### Глагол

#### Общие сведения
Глагольная система хиндустани построена вокруг комбинации грамматического времени/наклонения и вида. Глагол в хиндустани, как и существительное, имеет многоуровневое изменяемое окончание.
В хиндустани три глагольных вида: совершенный, длительный и хабитуалис, все они имеют чёткие морфологические корреляты — причастные формы, изменяющиеся по роду и числу аналогично прилагательным. Совершенный вид, несмотря на некоторое число исключений и морфофонемных изменений, наиболее прост: для его образования к глагольному корню добавляют соединительную гласную. Хабитуалис образуется из причастия несовершенного вида; глагольный корень, звук -t-, а затем гласный. Длительный вид создаётся перифразом.
Имеются пять форм связки, образованные от глагола «быть» honā: настоящего, прошедшего времени, сослагательная, предположительная, контрфактуальная.
Неаспектуальные формы включают инфинитив, повелительное наклонение, а также соединительную форму. Упомянутые морфологические конструкты (условная, предположительная и другие) применимы как к корню связки (для использования в качестве вспомогательного глагола), так и к корню знаменательных слов (для финитных форм глаголов).
Финитное согласование производится с номинативным дополнением, кроме переходных глаголов совершенного вида, которые согласуются с прямым дополнением; в этом случае дополнение принимает эргативный падеж, демонстрируя расщеплённую эргативность.
Слева в таблице приведены парадигмы изменения для согласования прилагательных (A), немного отличающиеся от приведённых ранее: множественное число женского рода при определённых условиях назализуется. Справа находятся парадигмы согласования в лице (P), использующиеся в сослагательном наклонении.
| (A)   | ед. ч. | мн. ч. |
| ----- | ------ | ------ |
| м. р. | -ā     | -e     |
| ж. р. | -ī     | -ī(̃)   |

| (P)    | 1-е л. | 2-е л. | 3-е л. |
| ------ | ------ | ------ | ------ |
| Ед. ч. | -ū̃     | -e     | -e     |
| Мн. ч. | -ẽ     | -o/ẽ   | -ẽ     |

#### Словоизменение
Приведено словоизменение глагола dauṛnā «бежать», а также спряжение 3-го лица мужского рода единственного числа (P = e, A = ā).
| Корень                                     | *           | dauṛ            |
| Инфинитив/ герундий/ причастие обязанности | *-n-ā       | dauṛnā          |
| Инфинитив в косвенном падеже               | *-n-e       | dauṛne          |
| Деепричастие                               | *-kar, *-ke | dauṛkar, dauṛke |
| Имя деятеля/ Причастие намерения           | *-n-e vāl-A | dauṛne vālā     |

| Перфективное   | *-A (hu-A)   | dauṛā (huā)  |
| Имперфективное | *-t-A (hu-A) | dauṛtā (huā) |

| Имперфект | *-t-e (hu-e) | dauṛte hue |

| Возможное будущее    | *-P     | dauṛe   |
| Определённое будущее | *-P g-A | dauṛegā |

| Интимное     | *        | dauṛ       |
| Дружеское    | *-o      | dauṛo      |
| Вежливое     | *-iye    | dauṛiye    |
| Отложенное   | *-nā     | dauṛnā     |
| Почтительное | *-iye gā | dauṛiye gā |

|                   |          | Совершенный | Обычный      | Длительный      |
| ----------------- | -------- | ----------- | ------------ | --------------- |
| *-A               | *-t-A    | * rah-A     |              |                 |
| Настоящее         | h-?      | dauṛā hai   | dauṛtā hai   | dauṛ rahā hai   |
| Прошедшее         | th-A     | dauṛā thā   | dauṛtā thā   | dauṛ rahā thā   |
| Сослагательное    | ho-P     | dauṛā ho    | dauṛtā ho    | dauṛ rahā ho    |
| Предположительное | ho-P g-A | dauṛā ho gā | dauṛtā ho gā | dauṛ rahā ho gā |
| Условное          | ho-t-A   | dauṛā hotā  | dauṛtā hotā  | dauṛ rahā hotā  |
| Неопредел.        |          | dauṛā       | dauṛtā       |                 |

Примечания.
- Будущее время образуется добавлением суффикса gā (~ ge ~ gī) к сослагательной форме, являющейся стяжением gaā (= gayā, причастия совершенного вида от глагола jānā «идти»)[81]. Суффикс будущего времени, деепричастие и суффикс vālā считаются связанными морфемами в письменном хинди, но не в письменном урду[49]. Здесь приведён вариант урду (для простоты).
- ↑  Связка настоящего времени (h-?) не всегда следует правилам окончаний P, а связка сослагательного наклонения (ho-P) изменяется не всегда по правилам.

|                           | Ед. ч.   | Ед. ч.   | Ед. ч.   | Мн. ч.   | Мн. ч.   | Мн. ч.   | Мн. ч. |
| 1-е лицо                  | 2-е лицо | 3-е лицо | 1-е лицо | 2-е лицо | 2-е лицо | 3-е лицо |        |
| Местоимение               | mãĩ      | tū       | vo       | ham      | tum      | āp       | vo     |
| ------------------------- | -------- | -------- | -------- | -------- | -------- | -------- | ------ |
| Настоящее время           | hū̃       | hai      | hai      | hãĩ      | ho       | hãĩ      | hãĩ    |
| Сослагательное наклонение | hū̃       | ho       | ho       | hõ       | ho       | hõ       | hõ     |
- У Шмидта, а также Снелла и Уэйтмана связкой 1-го лица единственного числа указан hū̃[84][85], а у Шапиро — hoū̃[86].
- Шапиро указывает в качестве вежливого окончания повелительного наклонения -iye[82], а Шмидт — -ie, переходящее в -iye после ā, o, ū[87].
- Эвфонический глайд y помещается в причастия совершенного вида в стечения гласных. Этот звук является остатком от утерянного маркера совершенного вида[84]. запрещённые сочетания гласных — a + ā, ā + ā, o + ā, ī + ā, они превращаются в āyā, ayā, oyā, iyā[88]: khāyā/khāye/khāī/khāī̃ (khā- «есть»).
- В дополнение к этому, сомбинации ī + ī и i + ī дают ī[88]: piyā/piye/pī/pī̃ (pī- «пить»).
- Как было сказано, с совершенным видом переходных глаголов согласуются прямые дополнения, причём дополнение принимает эргативный послелог ne. Если прямое дополнение имеет послелог определённости ko, а также если прямого дополнения нет, согласование ограничивается обычным -ā[89].
- В этой связи имеется небольшое количество глаголов, которые, несмотря на транзитивность с логической точки зрения, не принимают ne и продолжают согласовываться с субъектом: lānā «приносить», bhūlnā «забывать», milnā «встречать»…
- Помимо связочного значения глагол honā «быть» может быть использован при образовании вида: huā «случилось, стало»; hotā «случается, является»; ho rahā «случай».
- Частица -ke может быть использована вместо -kar для соединения глаголов; для глагола karnā это единственная допустимая частица: karke, не *karkar[90].
- В хиндустани очень мало исключений (приведены ниже).

| Корень        | Перфектная основа [88] | Императив[91] | Императив[91] | Основа сосл. накл. [85] |
| Корень        | Перфектная основа [88] | Дружеский     | Вежливый      | Основа сосл. накл. [85] |
| ------------- | ---------------------- | ------------- | ------------- | ----------------------- |
| ho- «быть»    | hu-                    |               |               |                         |
| jā- «идти»    | ga-                    |               |               |                         |
| kar- «делать» | ki-                    |               | kījie         |                         |
| de- «давать»  | di-                    | do            | dījie         | d-                      |
| le- «брать»   | li-                    | lo            | lījie         | l-                      |
| pī- «пить»    |                        |               | pījie         |                         |
- ↑  Если глагол jānā стоит в пассивном залоге, основой совершенного вида является jā-: «Пойдём домой?» — ghar jāyā jāe? (букв. «должно ли в дом быть уйдённым [нами]?»)[92].

#### Каузатив
Переходность и каузатив морфологически контрастируют в хиндустани, в результате чего появляются наборы глаголов, отличающихся только по этим признакам. Из-за множества способов изменения сложно выделить общие правила таких отличий, а в некоторых наборах количество элементов доходит до пяти. Значение некоторых элементов идиосинкретично.
Транзитивные и каузативные формы образуются от, соответственно, интранзитивных и транзитивных основ по правилам:
1a. Смена гласной корня: a → ā, u/ū → o, i/ī → e. Иногда сопровождается изменениями в конечной согласной корня: k → c, IAST: ṭ → IAST: ṛ, l → Ø.
1b. Суффиксация -ā. Часто попровождается:
изменением гласной корня: ū/o → u, e/ai/ā/ī → i;
добавлением полугласного l между основами, кончающимися на гласный.
2. Добавление суффикса -vā (вместо -ā, если и в том месте, где он имеется) для каузатива.
Отсутствие элементов для наборов, образованных от глаголов ghūmnā—dhulnā, вызвано их отсутствием в литературе, а не принципиальной невозможностью создания. Непереходные глаголы выделены цветом.
- girnā «падать», girānā «упасть», girvānā «вызвать падение».
- banna «становиться», banānā «делать», banvānā «вызывать делание».
- khulnā «to open», kholnā «to open», khulvānā «to cause to be opened».
- sīkhnā «учиться», sikhānā «учить», sikhvānā «вызывать изучение».
- khānā «есть», khilānā «кормить», khilvānā «вызывать кормление».
- biknā «продавать», becnā «продавать», bikvānā «приводить к продаже».
- dikhnā/dīkhnā «казаться», dekhnā «смотреть», dikhānā «показывать», dikhvānā «вызывать показ».
- kahnā «to say», kahlānā «быть позванным».
- ghūmnā «to go round», ghumānā «to make go round».
- IAST: leṭnā «ложиться», IAST: liṭānā «укладывать».
- IAST: baiṭhnā «сидеть», IAST: biṭhānā «усаживать».
- sonā «спать», sulānā «укладывать спать».
- dhulnā «мыть», dhonā «мыть».
- IAST: ṭūṭnā «ломать», IAST: toṛnā «ломать», IAST: tuṛānā «вызывать поломку».

В каузативной модели «вызывать X» агенс принимает послелог se. Таким образом, Y se Z banvānā «вызывать Z посредством Y» = «заставлять Y сделать Z» = «сделать Z посредством Y» и т. п.

#### Составные глаголы
Составные глаголы — выделяющаяся особенность хиндустани; такие глаголы состоят из основы и вспомогательного глагола. Вспомогательный глагол теряет своё значение и передаёт его часть составному глаголу, а основа составляет лексическое ядро. Почти каждый глагол может быть основным, но набор вспомогательных глаголов ограничен, краткий список приведён ниже; основное, сначала указано основное значение, а затем значение в качестве вспомогательного:
- jānā «идти»; добавляет значение полноты, оконченности или изменения состояния: ānā «приходить» → ā jānā «прийти, прибыть»; khānā «есть» → khā jānā «съесть»; pīnā «пить» → pī jānā «выпить»; IAST: baiṭhnā «сидеть» → IAST: baiṭh jānā «сесть»; samajhnā «понимать» → samajh jānā «понять»; sonā «спать» → so jānā «лечь спать»; honā «быть» → ho jānā «стать»[99];
- lenā «брать»; предполагает направление действия на исполнителя: IAST: paṛh lenā «читать себе, про себя»[100];
- denā «давать»; предполагает направление действия от исполнителя: IAST: paṛh denā «читать вслух»[100].

Приведённые выше три глагола — наиболее частоупотребимы и наименее ярко проявляются лексически. Нюансы, добавляемые вспомогательными глаголами часто почти незаметны.
Переходные вспомогательные глаголы lenā и denā используются с переходными глаголами; непереходный jānā обычно сочетается с непереходными, а сочетание переходного глагола и jānā будет непереходным.
- IAST: ḍālnā «бросать, лить, насыпать»; указывает на то, что действие было выполнено решительно, грубо или опрометчиво[102], является усиливающим, указывая на срочность или грубость[103]: mārnā «ударять» → IAST: mār ḍālnā «убивать», pīnā «пить» → IAST: pī ḍālnā «выпивать».
- IAST: baiṭhnā «садиться»; указывает на то, что действие сделано глупо, сдуру, или упрямо[104], а также неодобрение говорящим, импульсивное или вынужденное действие[103]: kahnā «сказать» → IAST: kah baiṭhnā «ляпнуть, сказать необдуманно», karnā «делать» → IAST: kar baiṭhnā «сделать необдуманно», IAST: laṛnā «бороться» → IAST: laṛ baiṭhnā «пререкаться».
- IAST: paṛnā «падать»; означает вынужденное, неожиданное или неизбежное действие[101], добавляет значение внезапного изменения состояния[104].
- IAST: uṭhnā «подниматься»; используется в качестве усилителя[105], означающего начало действия: jalnā «гореть» → IAST: jal uṭhnā «вспыхнуть», nacnā «танцевать» → IAST: nac uṭhnā «пуститься в пляс»[104].
- rakhnā «сохранять»; означает настойчивость, продолжительность результата действия[106], встречается вместе с lenā и denā, тогда означает «давать (в долг)», «брать (в долг)», а с другими глаголами — действие, выполненное заранее, раньше[103].
- Маркер длительного вида rahā появился из сложного глагола rahnā («оставаться»): mãĩ bol rahā hū̃ = «я оставался говорить» → «я продолжил говорить» → «я говорю». Однако глагол утерял все формы, кроме перфекта и грамматикализовался[107].

Сложные глаголы обычно используются либо с глаголами завершённых действий, либо повелительного наклонения; гораздо реже — с отрицаниями, соединительными, контекстно продолжительными или спекулятивными. Это связано с невозможностью описания не совершённого ещё действия посредством перфекта.

#### Сложные глаголы
Другой важной особенностью хиндустани является наличие сложных глаголов, состоящих из существительного или прилагательного, к которым добавлен вербализатор, обычно — переходный karnā «делать» или непереходный honā «быть, становиться».
| Прилагательное              | Сложный глагол        | Буквально            | Перевод     |
| --------------------------- | --------------------- | -------------------- | ----------- |
| sāf чистый                  | sāf karnā             | делать чистым        | чистить     |
| niyukt/muqarrar назначенный | niyukt/muqarrar karnā | делать назначенным   | назначать   |
| band закрытый               | band honā             | становиться закрытым | закрывать   |
| xatm законченный            | xatm honā             | делать законченным   | заканчивать |

Если основным компонентом является существительное, оно ведёт себя как прямое дополнение глагола (не принимает маркер ko, согласовывается с ним в перфектных и инфинитивных конструкциях), а пациенс (иногда агенс, см. gālī khānā) сложного глагола часто маркируется как генитивный свободный член предложения (-kā ~ ke ~ kī).
| Существительное                  | Составной глагол             | Глагол + пациенс                          | Буквально                     | Перевод                   |
| -------------------------------- | ---------------------------- | ----------------------------------------- | ----------------------------- | ------------------------- |
| intizār ожидание                 | intizār karnā                | kisī kā intizār karnā                     | делать чьё-либо ожидание      | ждать кого-либо           |
| istemāl использование            | istemāl karnā                | fon kā istemāl karnā                      | делать использование телефона | пользоваться телефоном    |
| bāt разговор                     | bāt karnā                    | Samīr kī bāt karnā                        | делать разговор [чей?] Самира | Говорить о Самире         |
| IAST: pratiṣṭhā/tansīb установка | IAST: pratiṣṭhā/tansīb karnā | IAST: mūrti/but kī pratiṣṭhā/tansīb karnā | делать установку идола        | устанавливать идол        |
| gālī проклятие                   | gālī khānā                   | sanam kī gālī khānā                       | есть проклятие любовника      | быть проклятым любовником |

#### Пассивный залог
Пассивный залог создаётся перифразом: из причастия совершенного вида с добавлением вспомогательного глагола jānā «идти»: likhnā «писать» → likhā jānā «идти написанным» (быть написанным). Агенс маркируется послелогом se. Пассивный залог образуется как от переходных, так и от непереходных глаголов для указания на невозможность или неспособность совершения действия, обычно в отрицаниях. Кроме того, непереходные глаголы часто имеют пассивный смысл или означают непроизвольные действия.

## Письмо
Исторически наиболее популярным было письмо «кайтхи» (Kaithi). В настоящее время используется либо почерк «насталик» арабского письма (для урду), либо деванагари (для хинди). В Интернете широко распространены разные варианты латиницы; она также используется для написания названий «болливудских» фильмов (чтобы обеспечить их более широкое распространение). Также латиницей в Индии печатается часть христианской литературы (включая Библию) на урду.
| ذ   | ڈ   | د | خ | ح | چ | ج | ث | ٹ | ت | پ | ب | ا |
| --- | --- | - | - | - | - | - | - | - | - | - | - | - |
| z   | ḍ   | d | x | h | c | j | s | ṭ | t | p | b | * |
| ف   | غ   | ع | ظ | ط | ض | ص | ش | س | ژ | ز | ڑ | ر |
| f   | ɣ   | * | z | t | z | s | ʃ | s | ʒ | z | ṛ | r |
|     | ے   | ی | ء | ه‍ | ہ | و | ن | م | ل | گ | ک | ق |
| ɛ,e | i,y | * | ʰ | h | * | n | m | l | g | k | q |   |

| अ | आ  | इ | ई | उ | ऊ | ए | ऐ  | ओ  | औ  |
| - | -- | - | - | - | - | - | -- | -- | -- |
| a | ā  | i | ī | u | ū | e | ai | o  | au |
| क | ख  | ख़ | ग | ॻ | ग़ |   | घ  |    | ङ  |
| k | kʰ | x | ɡ | ɠ | ɣ |   | ɡʱ |    | ŋ  |
| च | छ  |   | ज | ॼ | ज़ |   | झ  |    | ञ  |
| c | cʰ |   | ɟ | ʄ | z |   | ɟʱ |    | ɲ  |
| ट | ठ  |   | ड | ॾ | ड़ |   | ढ  | ढ़  | ण  |
| ʈ | ʈʰ |   | ɖ | ɗ | ɽ |   | ɖʱ | ɽʰ | ɳ  |
| त | थ  |   | द |   |   |   | ध  |    | न  |
| t | tʰ |   | d |   |   |   | dʱ |    | n  |
| प | फ  | फ़ | ब | ॿ |   |   | भ  |    | म  |
| p | pʰ | f | b | ɓ |   |   | bʱ |    | m  |
| य | र  | ल | व |   |   |   |    |    |    |
| j | r  | l | ʋ |   |   |   |    |    |    |
| श | ष  | स | ह |   |   |   |    |    |    |
| ʃ | ʂ  | s | h |   |   |   |    |    |    |